# Parafia św. Mikołaja Biskupa w Kraczkowej
Parafia św. Mikołaja w Kraczkowej – parafia rzymskokatolicka znajdująca się w archidiecezji przemyskiej, w dekanacie Łańcut II. 

## Historia
Wieś Kraczkowa została lokowana w 1369 roku i prawdopodobnie wtedy powstała też parafia, dla której przeznaczono 1 łan ziemi i dziesięcinę. W 1384 roku pojawiła się następna wzmianka o parafii w dokumencie kardynała legata Dymitra pod nazwą Nawedorph. W 1456 roku wzmiankowany jest ks. Mikołaj Zeydel. W 1624 roku drewniany kościół został spalony przez Tatarów. 
W 1635 roku ukończono budowę nowego kościoła z fundacji Konstantego Korniakta, który 3 lipca 1744 roku został konsekrowany przez bpa Wacława Hieronima Sierakowskiego. W 1911 roku rozpoczęto budowę obecnego murowanego kościoła według projektu arch. Teodora Talowskiego, który w 1913 roku został poświęcony przez ks. Bronisława Wojaczyńskiego, dziekana łańcuckiego. W czerwcu 1939 roku bp Franciszek Barda dokonał konsekracji kościoła. 
Na terenie parafii jest 3026 wiernych.
Proboszczowie parafii:
1732–1747. ks. Kasper Franciszek Mędlarski.
1747–1753. ks. Kazimierz Franciszek Wolf.
1753–1800. ks. Jędrzej Józef Śliwiński.
1800–1806. ks. Michał Keller.
1806–1825. ks. Piotr Sawiczewski.
1833–1855. ks. Maksymilian Krynicki.
1855–1863. ks. Aleksander Ciesielski.
1864–1875. ks. Jan Mirski.
1875–1881. ks. Stanisław Czaporowski.
1881–1910. ks. Walenty Mazurek.
1911–1950. ks. Stanisław Dahl.
1950–1980. ks. Stanisław Soszyński.
1980–1983. ks. Stanisław Czarniecki.
1983–1998. ks. Jan Wołosz.
1998– nadal ks. Mieczysław Bizior.